# Câmpulung pe Ceremuș, Putila
Câmpulung pe Ceremuș, întâlnit și sub forma Câmpulung Rusesc (în ucraineană Довгопілля, transliterat: Dovhopillea și în germană Dolhopole) este un sat reședință de comună în raionul Putila din regiunea Cernăuți (Ucraina). Are 1,227 locuitori, în totalitate ucraineni (huțuli).
Satul este situat la o altitudine de 531 metri, pe malul râului Ceremuș, în partea de centru-vest a raionului Putila. De această comună depind administrativ satele Hreblina-Câmpulung, Plita și Stebni.

## Istorie
Localitatea Câmpulung pe Ceremuș a făcut parte încă de la înființare din regiunea istorică Bucovina a Principatului Moldovei. 
După cum afirmă cronicarul moldovean Ion Neculce (1672-1745) în lucrarea sa O samă de cuvinte: Când au aședzat pace Ștefan-vodă cel Bun cu leșii, fiind Ion Tăutul logofăt mare, l-au trimis sol la leși. Și au dăruit craiul leșescu Tăutului aceste sate la margine: Câmpul Lungu rusescu, Putila, Răstoaceli, Vijnița, Ispasul, Milie, Vilavce, Carapciul, Zamostie, Vascăuții, Voloca. Toate acestea le-au dăruit craiul leșescu Tăutului logofătului. Și au pus hotar apa Cirimușul, întru o duminică dimineața.
În ianuarie 1775, ca urmare a atitudinii de neutralitate pe care a avut-o în timpul conflictului militar dintre Turcia și Rusia (1768-1774), Imperiul Habsburgic (Austria de astăzi) a primit o parte din teritoriul Moldovei, teritoriu cunoscut sub denumirea de Bucovina. După anexarea Bucovinei de către Imperiul Habsburgic în anul 1775, localitatea Câmpulung pe Ceremuș a făcut parte din Ducatul Bucovinei, guvernat de către austrieci, făcând parte din districtul Putila (în germană Putilla). 
În anul 1840, comunitatea huțulă locală a sprijinit activ răscoala iobagilor condusă de Luchian Cobiliță. 
După Unirea Bucovinei cu România la 28 noiembrie 1918, satul Câmpulung pe Ceremuș a făcut parte din componența României, în Plasa Putilei a județului Rădăuți. Pe atunci, majoritatea populației era formată din ucraineni. 
Ca urmare a Pactului Ribbentrop-Molotov (1939), Bucovina de Nord a fost anexată de către URSS la 28 iunie 1940, reintrând în componența României în perioada 1941-1944. Apoi, Bucovina de Nord a fost reocupată de către URSS în anul 1944 și integrată în componența RSS Ucrainene. 
Începând din anul 1991, satul Câmpulung pe Ceremuș face parte din raionul Putila al regiunii Cernăuți din cadrul Ucrainei independente. Conform recensământului din 1989, toți locuitorii din sat s-au declarat de etnie ucraineană. În prezent, satul are 1.227 locuitori, în totalitate ucraineni.

## Demografie
Componența lingvistică a localității Câmpulung pe Ceremuș
     Ucraineană (99,59%)
     Alte limbi (0,41%)
Conform recensământului din 2001, majoritatea populației localității Câmpulung pe Ceremuș era vorbitoare de ucraineană (99,59%), existând în minoritate și vorbitori de alte limbi.
1989: 899 (recensământ)
2007: 1.227 (estimare)

## Recensământul din 1930
Componența etnică a comunei Câmpulung pe Ceremuș (județul Rădăuți)
     Români (1,55%)
     Evrei (0,6%)
     Ruși (1,3%)
     Ruteni (91,24%)
     Huțuli (5,4%)
Componența confesională a comunei Câmpulung pe Ceremuș
     Ortodocși (99,4%)
     Mozaici (0,6%)
Conform recensământului efectuat în 1930, populația comunei Câmpulung pe Ceremuș se ridica la 1153 locuitori. Majoritatea locuitorilor erau ruteni (91,24%), cu o minoritate de români (1,55%), una de evrei (0,6%), una de ruși (1,3%) și una de huțuli (5,40%). Din punct de vedere confesional, majoritatea locuitorilor erau ortodocși (99,4%), dar existau și mozaici (0,6%).

## Obiective turistice
- Biserica de lemn cu hramul "Sf. Dimitrie" - construită în anul 1874.[5]
- Muzeul de artă populară - în care sunt expuse straie populare, obiecte de uz casnic, icoane vechi, obiecte de mobilier vechi, unelte de lucru etc.[6]